# استان شمالی (سری‌لانکا)
استان شمالی (வட மாகாணம்) یکی از استان‌های کشور سری‌لانکا است که در شمال کشور واقع شده‌است. مرکز استان جافنا است.

## خصوصیات
این استان ۸٬۸۸۴ کیلومتر مربع مساحت و جمعیت آن ۱٬۰۵۸٬۷۶۲ تن می‌باشد.